# فهرست قهرمانان ان‌بی‌ای

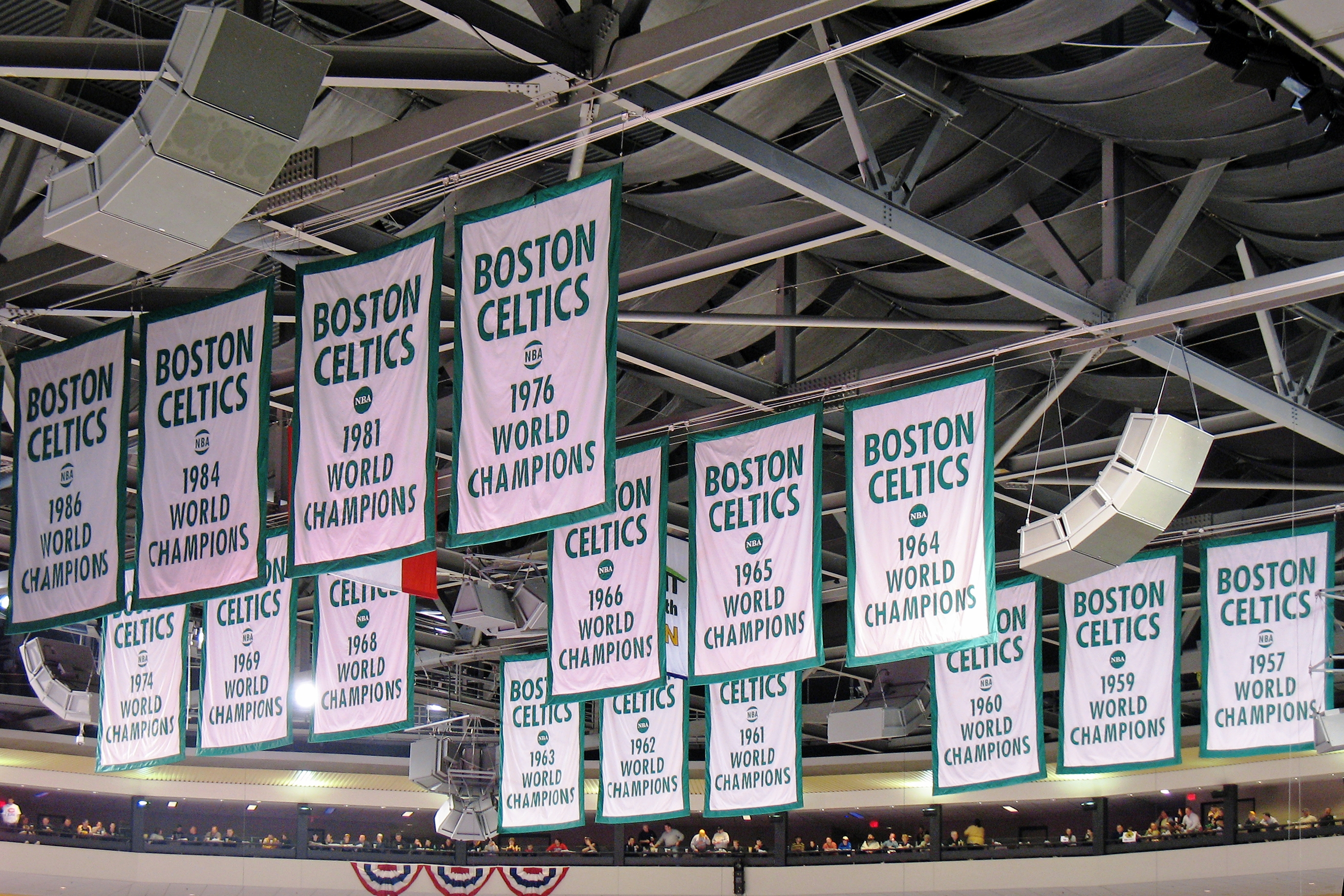
بوستون سلتیکس بیشترین قهرمانی را در بین تیم‌های ان‌بی‌ای کسب کرده است. بنرهای قهرمانی آویزان‌شده در زمین خانگی آنها، تی‌دی گاردن.

فینال‌های ان‌بی‌ای مجموعه مسابقات قهرمانی ان‌بی‌ای است که پس از مرحله حذفی مسابقات برگزار می‌شود. تمامی دوره‌های فینال‌های اِن‌بی‌اِی به صورت بهترین برد در چهار بازی بین برندگان کنفرانس شرق و کنفرانس غرب برگزار شده است. پیش از سال ۱۹۷۰، این مسابقات بین برندگان دو بخش شرق و بخش غرب بود، به استثنای سال ۱۹۵۰ که قهرمان بخش شرق با برنده مسابقه بین بخش‌های غرب و مرکزی رقابت کرد. از سال ۱۹۴۶ تا ۱۹۴۹ که این لیگ با نام «بی‌ای‌ای» فعالیت می‌کرد، مرحله حذفی به صورت تورنمنتی سه‌مرحله‌ای بود که در نهایت دو تیم برنده نیمه‌نهایی به مصاف هم در فینال می‌رفتند. تیم پیروز در این مسابقات، جام قهرمانی لری اوبراین را دریافت می‌کند که از سال ۱۹۷۷ اهدا می‌شود. (از ۱۹۴۷ تا ۱۹۷۶، جام قهرمانی والتر ای. براون به تیم برنده اعطا می‌شد).
فرمت فعلی بازی‌های خانگی و خارج از خانه در فینال‌های اِن‌بی‌اِی به صورت ۲–۲–۱–۱–۱ است (تیمی که رکورد بهتری در فصل عادی داشته باشد، میزبان بازی‌های ۱، ۲، ۵ و ۷ خواهد بود). این فرمت در سال‌های ۱۹۴۷، ۱۹۴۸، ۱۹۵۰ تا ۱۹۵۲، ۱۹۵۷ تا ۱۹۷۰، ۱۹۷۲ تا ۱۹۷۴، ۱۹۷۶، ۱۹۷۷، ۱۹۷۹ تا ۱۹۸۴ و از ۲۰۱۴ تاکنون استفاده شده است. پیش از این، فرمت ۲–۳–۲ (تیم برتر در فصل عادی میزبان بازی‌های ۱، ۲، ۶ و ۷) در سال‌های ۱۹۴۹، ۱۹۵۳ تا ۱۹۵۵ و ۱۹۸۵ تا ۲۰۱۳، به کار می‌رفت. همچنین فرمت ۱–۱–۱–۱–۱–۱–۱ در سال‌های ۱۹۵۶ و ۱۹۷۱، و فرمت ۱–۲–۲–۱–۱ در سال‌های ۱۹۷۵ و ۱۹۷۸ استفاده شده است.

## قهرمانان
تا سال ۲۰۲۵، قهرمانان کنفرانس شرق با ۴۱ قهرمانی، برتری ۴۱–۳۸ نسبت به قهرمانان کنفرانس غرب دارند. بوستون سلتیکس با ۱۸ قهرمانی، پرافتخارترین تیم لیگ محسوب می‌شود. تیم مینیاپولیس لیکرز (قهرمان فصل ۱۹۴۹–۱۹۵۰) در این آمار شرق در مقابل غرب لحاظ نشده است، چرا که آن زمان در بخش مرکزی رقابت می‌کردند.
- عدد اول داخل پرانتز در ستون‌های قهرمانان شرق و غرب، نشان‌دهنده جایگاه تیم در کنفرانس، پیش از مرحله حذفی است. عدد دوم داخل پرانتز نیز تعداد دفعات حضور تیم در فینال‌های اِن‌بی‌اِی و آمار کلی آنها (برد-باخت) در این مسابقات تا به امروز را نمایش می‌دهد.

| پررنگ  | تیم برنده در فینال‌های ان‌بی‌ای                                 |
| کج     | تیم با مزیت بازی خانگی بیشتر                                 |
| کج     | جایزه باارزش‌ترین بازیکن فینال‌های ان‌بی‌ای برای تیم بازنده بود. |
| dagger | تنها تیم منحل‌شده قهرمان                                      |

| سال    | قهرمان غرب                        | مربی             | نتیجه | قهرمان شرق                         | مربی           | جایزه باارزش‌ترین بازیکن فینال‌های ان‌بی‌ای | م             |
| ------ | --------------------------------- | ---------------- | ----- | ---------------------------------- | -------------- | --------------------------------------- | ------------- |
| بی‌ای‌ای |                                   |                  |       |                                    |                |                                         |               |
| ۱۹۴۷   | شیکاگو استگز (۱) (۱، ۰–۱)         | هارولد اولسن     | ۱–۴   | فیلادلفیا واریرز (۲) (۱، ۱–۰)      | ادی گوتلیب     | n/a                                     | [ ۱۶ ]        |
| ۱۹۴۸   | بالتیمور بولتز (۲) (۱، ۱–۰)       | بادی ژانت        | ۴–۲   | فیلادلفیا واریرز (۱) (۲، ۱–۱)      | ادی گوتلیب     | n/a                                     | [ ۱۷ ]        |
| ۱۹۴۹   | مینیاپولیس لیکرز (۲) (۱، ۱–۰)     | جان کوندلا       | ۴–۲   | واشینگتن کاپیتولز (۱) (۱، ۰–۱)     | رد آورباخ      | n/a                                     | [ ۱۸ ]        |
| ان‌بی‌ای |                                   |                  |       |                                    |                |                                         |               |
| ۱۹۵۰   | مینیاپولیس لیکرز (۱) (۲، ۲–۰)     | جان کوندلا       | ۴–۲   | سیراکوز نشنالز (۱) (۱، ۰–۱)        | آل سروی        | n/a                                     | [ ۲۲ ] [ ۲۳ ] |
| ۱۹۵۱   | راچستر رویالز (۲) (۱، ۱–۰)        | لس هریسون        | ۴–۳   | نیویورک نیکس (۳) (۱، ۰–۱)          | جو لاپچیک      | n/a                                     | [ ۲۴ ]        |
| ۱۹۵۲   | مینیاپولیس لیکرز (۲) (۳، ۳–۰)     | جان کوندلا       | ۴–۳   | نیویورک نیکس (۳) (۲، ۰–۲)          | جو لاپچیک      | n/a                                     | [ ۲۵ ]        |
| ۱۹۵۳   | مینیاپولیس لیکرز (۱) (۴، ۴–۰)     | جان کوندلا       | ۴–۱   | نیویورک نیکس (۱) (۳، ۰–۳)          | جو لاپچیک      | n/a                                     | [ ۲۶ ]        |
| ۱۹۵۴   | مینیاپولیس لیکرز (۱) (۵، ۵–۰)     | جان کوندلا       | ۴–۳   | سیراکوز نشنالز (۱) (۲، ۰–۲)        | آل سروی        | n/a                                     | [ ۲۷ ]        |
| ۱۹۵۵   | فورت وین پیستونز (۱) (۱، ۰–۱)     | چارلز اکمن       | ۳–۴   | سیراکوز نشنالز (۱) (۳، ۱–۲)        | آل سروی        | n/a                                     | [ ۲۸ ]        |
| ۱۹۵۶   | فورت وین پیستونز (۱) (۲، ۰–۲)     | چارلز اکمن       | ۱–۴   | فیلادلفیا واریرز (۱) (۳، ۲–۱)      | جورج سنسکی     | n/a                                     | [ ۲۹ ]        |
| ۱۹۵۷   | سنت. لوئیس هاوکس (۱) (۱، ۰–۱)     | الکس هانوم       | ۳–۴   | بوستون سلتیکس (۱) (۱، ۱–۰)         | رد آورباخ      | n/a                                     | [ ۳۰ ]        |
| ۱۹۵۸   | سنت. لوئیس هاوکس (۱) (۲، ۱–۱)     | الکس هانوم       | ۴–۲   | بوستون سلتیکس (۱) (۲، ۱–۱)         | رد آورباخ      | n/a                                     | [ ۳۱ ]        |
| ۱۹۵۹   | مینیاپولیس لیکرز (۲) (۶، ۵–۱)     | جان کوندلا       | ۰–۴   | بوستون سلتیکس (۱) (۳، ۲–۱)         | رد آورباخ      | n/a                                     | [ ۳۲ ]        |
| ۱۹۶۰   | سنت. لوئیس هاوکس (۱) (۳، ۱–۲)     | اد مکولی         | ۳–۴   | بوستون سلتیکس (۱) (۴، ۳–۱)         | رد آورباخ      | n/a                                     | [ ۳۳ ]        |
| ۱۹۶۱   | سنت. لوئیس هاوکس (۱) (۴، ۱–۳)     | پل سیمور         | ۱–۴   | بوستون سلتیکس (۱) (۵، ۴–۱)         | رد آورباخ      | n/a                                     | [ ۳۴ ]        |
| ۱۹۶۲   | لس آنجلس لیکرز (۱) (۷، ۵–۲)       | فرد اسکاوس       | ۳–۴   | بوستون سلتیکس (۱) (۶، ۵–۱)         | رد آورباخ      | n/a                                     | [ ۳۵ ]        |
| ۱۹۶۳   | لس آنجلس لیکرز (۱) (۸، ۵–۳)       | فرد اسکاوس       | ۲–۴   | بوستون سلتیکس (۱) (۷، ۶–۱)         | رد آورباخ      | n/a                                     | [ ۳۶ ]        |
| ۱۹۶۴   | سان فرانسیسکو واریرز (۱) (۴، ۲–۲) | الکس هانوم       | ۱–۴   | بوستون سلتیکس (۱) (۸، ۷–۱)         | رد آورباخ      | n/a                                     | [ ۳۷ ]        |
| ۱۹۶۵   | لس آنجلس لیکرز (۱) (۹، ۵–۴)       | فرد اسکاوس       | ۱–۴   | بوستون سلتیکس (۱) (۹، ۸–۱)         | رد آورباخ      | n/a                                     | [ ۳۸ ]        |
| ۱۹۶۶   | لس آنجلس لیکرز (۱) (۱۰، ۵–۵)      | فرد اسکاوس       | ۳–۴   | بوستون سلتیکس (۲) (۱۰، ۹–۱)        | رد آورباخ      | n/a                                     | [ ۳۹ ]        |
| ۱۹۶۷   | سان فرانسیسکو واریرز (۱) (۵، 2–۳) | بیل شرمن         | ۲–۴   | فیلادلفیا سونتی‌سیکسرز (۱) (۴، ۲–۲) | الکس هانوم     | n/a                                     | [ ۴۰ ]        |
| ۱۹۶۸   | لس آنجلس لیکرز (۲) (۱۱، ۵–۶)      | بوچ ون بردا کولف | ۲–۴   | بوستون سلتیکس (۲) (۱۱، ۱۰–۱)       | بیل راسل       | n/a                                     | [ ۴۱ ]        |
| ۱۹۶۹   | لس آنجلس لیکرز (۱) (۱۲، ۵–۷)      | بوچ ون بردا کولف | ۳–۴   | بوستون سلتیکس (۴) (۱۲، ۱۱–۱)       | بیل راسل       | جری وست                                 | [ ۴۲ ]        |
| ۱۹۷۰   | لس آنجلس لیکرز (۲) (۱۳، ۵–۸)      | جو مولنی         | ۳–۴   | نیویورک نیکس (۱) (۴، ۱–۳)          | رد هولزمن      | ویلیس رید                               | [ ۴۳ ]        |
| ۱۹۷۱   | میلواکی باکس (۱) (۱، ۱–۰)         | لری کاستلو       | ۴–۰   | بالتیمور بولتز (۱) (۱، ۰–۱)        | ژن شو          | کریم عبدالجبار                          | [ ۴۴ ]        |
| ۱۹۷۲   | لس آنجلس لیکرز (۱) (۱۴، ۶–۸)      | بیل شرمن         | ۴–۱   | نیویورک نیکس (۲) (۵، ۱–۴)          | رد هولزمن      | ویلت چمبرلین                            | [ ۴۵ ]        |
| ۱۹۷۳   | لس آنجلس لیکرز (۲) (۱۵، ۶–۹)      | بیل شرمن         | ۱–۴   | نیویورک نیکس (۲) (۶، ۲–۴)          | رد هولزمن      | ویلیس رید                               | [ ۴۶ ]        |
| ۱۹۷۴   | میلواکی باکس (۱) (۲، ۱–۱)         | لری کاستلو       | ۳–۴   | بوستون سلتیکس (۱) (۱۳، ۱۲–۱)       | تام هاینسون    | جان هاولیچک                             | [ ۴۷ ]        |
| ۱۹۷۵   | گلدن استیت واریرز (۱) (۶، ۳–۳)    | آل اتلیز         | ۴–۰   | واشینگتن بولتز (۲) (۲، ۰–۲)        | کی. سی. جونز   | ریک بری                                 | [ ۴۸ ]        |
| ۱۹۷۶   | فینیکس سانز (۳) (۱، ۰–۱)          | جان مک‌لاود       | ۲–۴   | بوستون سلتیکس (۱) (۱۴، ۱۳–۱)       | تام هاینسون    | جو جو وایت                              | [ ۴۹ ]        |
| ۱۹۷۷   | پورتلند تریل بلیزرز (۳) (۱، ۱–۰)  | جک رمزی          | ۴–۲   | فیلادلفیا سونتی‌سیکسرز (۱) (۵، ۲–۳) | ژن شو          | بیل والتون                              | [ ۵۲ ]        |
| ۱۹۷۸   | سیاتل سوپرسانیکس (۴) (۱، ۰–۱)     | لنی ویلکنز       | ۳–۴   | واشینگتن بولتز (۳) (۳، ۱–۲)        | دیک موتا       | وس آنسلد                                | [ ۵۳ ]        |
| ۱۹۷۹   | سیاتل سوپرسانیکس (۱) (۲، ۱–۱)     | لنی ویلکنز       | ۴–۱   | واشینگتن بولتز (۱) (۴، ۱–۳)        | دیک موتا       | دنیس جانسون                             | [ ۵۴ ]        |
| ۱۹۸۰   | لس آنجلس لیکرز (۱) (۱۶، ۷–۹)      | پل وست‌هد         | ۴–۲   | فیلادلفیا سونتی‌سیکسرز (۳) (۶، ۲–۴) | بیلی کانینگهام | مجیک جانسون                             | [ ۵۵ ]        |
| ۱۹۸۱   | هیوستون راکتس (۶) (۱، ۰–۱)        | دل هریس          | ۲–۴   | بوستون سلتیکس (۱) (۱۵، ۱۴–۱)       | بیل فیچ        | سدریک مکسول                             | [ ۵۶ ]        |
| ۱۹۸۲   | لس آنجلس لیکرز (۱) (۱۷، ۸–۹)      | پت رایلی         | ۴–۲   | فیلادلفیا سونتی‌سیکسرز (۳) (۷، ۲–۵) | بیلی کانینگهام | مجیک جانسون                             | [ ۵۷ ]        |
| ۱۹۸۳   | لس آنجلس لیکرز (۱) (۱۸، ۸–۱۰)     | پت رایلی         | ۰–۴   | فیلادلفیا سونتی‌سیکسرز (۱) (۸، ۳–۵) | بیلی کانینگهام | موزس مالون                              | [ ۵۸ ]        |
| ۱۹۸۴   | لس آنجلس لیکرز (۱) (۱۹، ۸–۱۱)     | پت رایلی         | ۳–۴   | بوستون سلتیکس (۱) (۱۶، ۱۵–۱)       | کی. سی. جونز   | لری برد                                 | [ ۵۹ ]        |
| ۱۹۸۵   | لس آنجلس لیکرز (۱) (۲۰، ۹–۱۱)     | پت رایلی         | ۴–۲   | بوستون سلتیکس (۱) (۱۷، ۱۵–۲)       | کی. سی. جونز   | کریم عبدالجبار                          | [ ۶۰ ]        |
| ۱۹۸۶   | هیوستون راکتس (2) (۲، ۰–۲)        | بیل فیچ          | ۲–۴   | بوستون سلتیکس (۱) (۱۸، ۱۶–۲)       | کی. سی. جونز   | لری برد                                 | [ ۶۱ ]        |
| ۱۹۸۷   | لس آنجلس لیکرز (۱) (۲۱، ۱۰–۱۱)    | پت رایلی         | ۴–۲   | بوستون سلتیکس (۱) (۱۹، ۱۶–۳)       | کی. سی. جونز   | مجیک جانسون                             | [ ۶۲ ]        |
| ۱۹۸۸   | لس آنجلس لیکرز (۱) (۲۲، ۱۱–۱۱)    | پت رایلی         | ۴–۳   | دیترویت پیستونز (۲) (۳، ۰–۳)       | چاک دیلی       | جیمز ورثی                               | [ ۶۳ ]        |
| ۱۹۸۹   | لس آنجلس لیکرز (۱) (۲۳، ۱۱–۱۲)    | پت رایلی         | ۰–۴   | دیترویت پیستونز (۱) (۴، ۱–۳)       | چاک دیلی       | جو دومارس                               | [ ۶۴ ]        |
| ۱۹۹۰   | پورتلند تریل بلیزرز (۳) (۲، ۱–۱)  | ریک ادلمن        | ۱–۴   | دیترویت پیستونز (۱) (۵، ۲–۳)       | چاک دیلی       | آیزیاه توماس                            | [ ۶۵ ]        |
| ۱۹۹۱   | لس آنجلس لیکرز (۳) (۲۴، ۱۱–۱۳)    | مایک دانلیوی     | ۱–۴   | شیکاگو بولز (۱) (۱، ۱–۰)           | فیل جکسون      | مایکل جردن                              | [ ۶۶ ]        |
| ۱۹۹۲   | پورتلند تریل بلیزرز (۱) (۳، ۱–۲)  | ریک ادلمن        | ۲–۴   | شیکاگو بولز (۱) (۲، ۲–۰)           | فیل جکسون      | مایکل جردن                              | [ ۶۷ ]        |
| ۱۹۹۳   | فینیکس سانز (۱) (۲، ۰–۲)          | پل وستفال        | ۲–۴   | شیکاگو بولز (۲) (۳، ۳–۰)           | فیل جکسون      | مایکل جردن                              | [ ۶۸ ]        |
| ۱۹۹۴   | هیوستون راکتس (۲) (۳، ۱–۲)        | رودی تامجاناوچ   | ۴–۳   | نیویورک نیکس (۲) (۷، ۲–۵)          | پت رایلی       | حکیم اولاجوان                           | [ ۶۹ ]        |
| ۱۹۹۵   | هیوستون راکتس (۶) (۴، ۲–۲)        | رودی تامجاناوچ   | ۴–۰   | اورلندو مجیک (۱) (۱، ۰–۱)          | برایان هیل     | حکیم اولاجوان                           | [ ۷۰ ]        |
| ۱۹۹۶   | سیاتل سوپرسانیکس (۱) (۳، ۱–۲)     | جورج کارل        | ۲–۴   | شیکاگو بولز (۱) (۴، ۴–۰)           | فیل جکسون      | مایکل جردن                              | [ ۷۱ ]        |
| ۱۹۹۷   | یوتا جاز (۱) (۱، ۰–۱)             | جری اسلون        | ۲–۴   | شیکاگو بولز (۱) (۵، ۵–۰)           | فیل جکسون      | مایکل جردن                              | [ ۷۲ ]        |
| ۱۹۹۸   | یوتا جاز (۱) (۲، ۰–۲)             | جری اسلون        | ۲–۴   | شیکاگو بولز (۱) (۶، ۶–۰)           | فیل جکسون      | مایکل جردن                              | [ ۷۳ ]        |
| ۱۹۹۹   | سن آنتونیو اسپرز (۱) (۱، ۱–۰)     | گرگ پاپاویچ      | ۴–۱   | نیویورک نیکس (۸) (۸، ۲–۶)          | جف ون گاندی    | تیم دانکن                               | [ ۷۵ ]        |
| ۲۰۰۰   | لس آنجلس لیکرز (۱) (۲۵، ۱۲–۱۳)    | فیل جکسون        | ۴–۲   | ایندیانا پیسرز (۱) (۱، ۰–۱)        | لری برد        | شکیل اونیل                              | [ ۷۶ ]        |
| ۲۰۰۱   | لس آنجلس لیکرز (۲) (۲۶، ۱۳–۱۳)    | فیل جکسون        | ۴–۱   | فیلادلفیا سونتی‌سیکسرز (۱) (۹، ۳–۶) | لری براون      | شکیل اونیل                              | [ ۷۷ ]        |
| ۲۰۰۲   | لس آنجلس لیکرز (۳) (۲۷، ۱۴–۱۳)    | فیل جکسون        | ۴–۰   | نیو جرسی نتس (۱) (۱، ۰–۱)          | بایرون اسکات   | شکیل اونیل                              | [ ۷۸ ]        |
| ۲۰۰۳   | سن آنتونیو اسپرز (۱) (۲، ۲–۰)     | گرگ پاپاویچ      | ۴–۲   | نیو جرسی نتس (۲) (۲، ۰–۲)          | بایرون اسکات   | تیم دانکن                               | [ ۷۹ ]        |
| ۲۰۰۴   | لس آنجلس لیکرز (۲) (۲۸، ۱۴–۱۴)    | فیل جکسون        | ۱–۴   | دیترویت پیستونز (۳) (۶، ۳–۳)       | لری براون      | چانسی بیلاپس                            | [ ۸۰ ]        |
| ۲۰۰۵   | سن آنتونیو اسپرز (۲) (۳، ۳–۰)     | گرگ پاپاویچ      | ۴–۳   | دیترویت پیستونز (۲) (۷، ۳–۴)       | لری براون      | تیم دانکن                               | [ ۸۱ ]        |
| ۲۰۰۶   | دالاس ماوریکس (۴) (۱، ۰–۱)        | اوری جانسون      | ۲–۴   | میامی هیت (۲) (۱، ۱–۰)             | پت رایلی       | دوین وید                                | [ ۸۲ ]        |
| ۲۰۰۷   | سن آنتونیو اسپرز (۳) (۴، ۴–۰)     | گرگ پاپاویچ      | ۴–۰   | کلیولند کاوالیرز (۲) (۱، ۰–۱)      | مایک براون     | تونی پارکر                              | [ ۸۳ ]        |
| ۲۰۰۸   | لس آنجلس لیکرز (۱) (۲۹، ۱۴–۱۵)    | فیل جکسون        | ۲–۴   | بوستون سلتیکس (۱) (۲۰، ۱۷–۳)       | داک ریورز      | پال پیرس                                | [ ۸۴ ]        |
| ۲۰۰۹   | لس آنجلس لیکرز (۱) (۳۰، ۱۵–۱۵)    | فیل جکسون        | ۴–۱   | اورلندو مجیک (۳) (۲، ۰–۲)          | استن فن گوندی  | کوبی برایانت                            | [ ۸۵ ]        |
| ۲۰۱۰   | لس آنجلس لیکرز (۱) (۳۱، ۱۶–۱۵)    | فیل جکسون        | ۴–۳   | بوستون سلتیکس (۴) (۲۱، ۱۷–۴)       | داک ریورز      | کوبی برایانت                            | [ ۸۶ ]        |
| ۲۰۱۱   | دالاس ماوریکس (۳) (۲، ۱–۱)        | ریک کارلایل      | ۴–۲   | میامی هیت (۲) (۲، ۱–۱)             | اریک اسپولسترا | دیرک نویتسکی                            | [ ۸۷ ]        |
| ۲۰۱۲   | اکلاهما سیتی تاندر (۲) (۴، ۱–۳)   | اسکات بروکس      | ۱–۴   | میامی هیت (۲) (۳، ۲–۱)             | اریک اسپولسترا | لبرون جیمز                              | [ ۹۰ ]        |
| ۲۰۱۳   | سن آنتونیو اسپرز (۲) (۵، ۴–۱)     | گرگ پاپاویچ      | ۳–۴   | میامی هیت (۱) (۴، ۳–۱)             | اریک اسپولسترا | لبرون جیمز                              | [ ۹۱ ]        |
| ۲۰۱۴   | سن آنتونیو اسپرز (۱) (۶، ۵–۱)     | گرگ پاپاویچ      | ۴–۱   | میامی هیت (۲) (۵، ۳–۲)             | اریک اسپولسترا | کووای لنارد                             | [ ۹۲ ]        |
| ۲۰۱۵   | گلدن استیت واریرز (۱) (۷، ۴–۳)    | استیو کر         | ۴–۲   | کلیولند کاوالیرز (۲) (۲، ۰–۲)      | دیوید بلات     | آندره ایگودالا                          | [ ۹۳ ]        |
| ۲۰۱۶   | گلدن استیت واریرز (۱) (۸، ۴–۴)    | استیو کر         | ۳–۴   | کلیولند کاوالیرز (۱) (۳، ۱–۲)      | تایرن لو       | لبرون جیمز                              | [ ۹۴ ]        |
| ۲۰۱۷   | گلدن استیت واریرز (۱) (۹، ۵–۴)    | استیو کر         | ۴–۱   | کلیولند کاوالیرز (۲) (۴، ۱–۳)      | تایرن لو       | کوین دورانت                             | [ ۹۵ ]        |
| ۲۰۱۸   | گلدن استیت واریرز (۲) (۱۰، ۶–۴)   | استیو کر         | ۴–۰   | کلیولند کاوالیرز (۴) (۵، ۱–۴)      | تایرن لو       | کوین دورانت                             | [ ۹۶ ]        |
| ۲۰۱۹   | گلدن استیت واریرز (۱) (۱۱، ۶–۵)   | استیو کر         | ۲–۴   | تورنتو رپترز (۲) (۱، ۱–۰)          | نیک نرس        | کووای لنارد                             | [ ۹۷ ]        |
| ۲۰۲۰   | لس آنجلس لیکرز (۱) (۳۲، ۱۷–۱۵)    | فرانک فوگل       | ۴–۲   | میامی هیت (۵) (۶، ۳–۳)             | اریک اسپولسترا | لبرون جیمز                              | [ ۹۹ ]        |
| ۲۰۲۱   | فینیکس سانز (۲) (۳، ۰–۳)          | مونتی ویلیامز    | ۲–۴   | میلواکی باکس (۳) (۳، ۲–۱)          | مایک بودن‌هولزر | یانیس آنتتوکومپو                        | [ ۱۰۰ ]       |
| ۲۰۲۲   | گلدن استیت واریرز (۳) (۱۲، ۷–۵)   | استیو کر         | ۴–۲   | بوستون سلتیکس (۲) (۲۲، ۱۷–۵)       | ایم اودوکا     | استفن کری                               | [ ۱۰۱ ]       |
| ۲۰۲۳   | دنور ناگتس (۱) (۱، ۱–۰)           | مایکل مالون      | ۴–۱   | میامی هیت (۸) (۷، ۳–۴)             | اریک اسپولسترا | نیکولا یوکیچ                            | [ ۱۰۲ ]       |
| ۲۰۲۴   | دالاس ماوریکس (۵) (۳، ۱–۲)        | جیسون کید        | ۱–۴   | بوستون سلتیکس (۱) (۲۳، ۱۸–۵)       | جو مازولا      | جیلن براون                              | [ ۱۰۳ ]       |
| ۲۰۲۵   | اکلاهما سیتی تاندر (۱) (۵، ۲–۳)   | مارک دیگنالت     | ۴–۳   | ایندیانا پیسرز (۴) (۲, ۰–۲)        | ریک کارلایل    | شی گلجس-الکساندر                        | [ ۱۰۴ ]       |

## نتایج بر پایۀ تیم
| تیم                                     | برد | باخت | بازی | درصد  | سال(های) برد                                                                                               | سال(های) باخت                                                                            |
| --------------------------------------- | --- | ---- | ---- | ----- | --- | ---------------------------------------------------------------------------------------- |
| بوستون سلتیکس                           | ۱۸  | ۵    | ۲۳   | ٫۷۸۳  | ۱۹۵۷، ۱۹۵۹، ۱۹۶۰، ۱۹۶۱، ۱۹۶۲، ۱۹۶۳، ۱۹۶۴، ۱۹۶۵، ۱۹۶۶، ۱۹۶۸، ۱۹۶۹، ۱۹۷۴، ۱۹۷۶، ۱۹۸۱، ۱۹۸۴، ۱۹۸۶، ۲۰۰۸، ۲۰۲۴ | ۱۹۵۸، ۱۹۸۵، ۱۹۸۷، ۲۰۱۰، ۲۰۲۲                                                             |
| لس آنجلس لیکرز                          | ۱۷  | ۱۵   | ۳۲   | ٫۵۳۱  | ۱۹۴۹، ۱۹۵۰، ۱۹۵۲، ۱۹۵۳، ۱۹۵۴، ۱۹۷۲، ۱۹۸۰، ۱۹۸۲، ۱۹۸۵، ۱۹۸۷، ۱۹۸۸، ۲۰۰۰، ۲۰۰۱، ۲۰۰۲، ۲۰۰۹، ۲۰۱۰، ۲۰۲۰       | ۱۹۵۹، ۱۹۶۲، ۱۹۶۳، ۱۹۶۵، ۱۹۶۶، ۱۹۶۸، ۱۹۶۹، ۱۹۷۰، ۱۹۷۳، ۱۹۸۳، ۱۹۸۴، ۱۹۸۹، ۱۹۹۱، ۲۰۰۴، ۲۰۰۸ |
| گلدن استیت واریرز                       | ۷   | ۵    | ۱۲   | ٫۵۸۳  | ۱۹۴۷، ۱۹۵۶، ۱۹۷۵، ۲۰۱۵، ۲۰۱۷، ۲۰۱۸، ۲۰۲۲                                                                   | ۱۹۴۸، ۱۹۶۴، ۱۹۶۷، ۲۰۱۶، ۲۰۱۹                                                             |
| شیکاگو بولز                             | ۶   | ۰    | ۶    | ۱٫۰۰۰ | ۱۹۹۱، ۱۹۹۲، ۱۹۹۳، ۱۹۹۶، ۱۹۹۷، ۱۹۹۸                                                                         | —                                                                                        |
| سن آنتونیو اسپرز                        | ۵   | ۱    | ۶    | ٫۸۳۳  | ۱۹۹۹، ۲۰۰۳، ۲۰۰۵، ۲۰۰۷، ۲۰۱۴                                                                               | ۲۰۱۳                                                                                     |
| فیلادلفیا سونتی‌سیکسرز                   | ۳   | ۶    | ۹    | ٫۳۳۳  | ۱۹۵۵، ۱۹۶۷، ۱۹۸۳                                                                                           | ۱۹۵۰، ۱۹۵۴، ۱۹۷۷، ۱۹۸۰، ۱۹۸۲، ۲۰۰۱                                                       |
| دیترویت پیستونز                         | ۳   | ۴    | ۷    | ٫۴۲۹  | ۱۹۸۹، ۱۹۹۰، ۲۰۰۴                                                                                           | ۱۹۵۵، ۱۹۵۶، ۱۹۸۸، ۲۰۰۵                                                                   |
| میامی هیت                               | ۳   | ۴    | ۷    | ٫۴۲۹  | ۲۰۰۶، ۲۰۱۲، ۲۰۱۳                                                                                           | ۲۰۱۱، ۲۰۱۴، ۲۰۲۰، ۲۰۲۳                                                                   |
| نیویورک نیکس                            | ۲   | ۶    | ۸    | ٫۲۵۰  | ۱۹۷۰، ۱۹۷۳                                                                                                 | ۱۹۵۱، ۱۹۵۲، ۱۹۵۳، ۱۹۷۲، ۱۹۹۴، ۱۹۹۹                                                       |
| اکلاهما سیتی تاندر                      | ۲   | ۳    | ۵    | ٫۴۰۰  | ۱۹۷۹، ۲۰۲۵                                                                                                 | ۱۹۷۸، ۱۹۹۶، ۲۰۱۲                                                                         |
| هیوستون راکتس                           | ۲   | ۲    | ۴    | ٫۵۰۰  | ۱۹۹۴، ۱۹۹۵                                                                                                 | ۱۹۸۱، ۱۹۸۶                                                                               |
| میلواکی باکس                            | ۲   | ۱    | ۳    | ٫۶۶۷  | ۱۹۷۱، ۲۰۲۱                                                                                                 | ۱۹۷۴                                                                                     |
| کلیولند کاوالیرز                        | ۱   | ۴    | ۵    | ٫۲۰۰  | ۲۰۱۶ | ۲۰۰۷، ۲۰۱۵، ۲۰۱۷، ۲۰۱۸                                                                   |
| آتلانتا هاوکس                           | ۱   | ۳    | ۴    | ٫۲۵۰  | ۱۹۵۸ | ۱۹۵۷، ۱۹۶۰، ۱۹۶۱                                                                         |
| واشینگتن ویزاردز                        | ۱   | ۳    | ۴    | ٫۲۵۰  | ۱۹۷۸ | ۱۹۷۱، ۱۹۷۵، ۱۹۷۹                                                                         |
| پورتلند تریل بلیزرز                     | ۱   | ۲    | ۳    | ٫۳۳۳  | ۱۹۷۷ | ۱۹۹۰، ۱۹۹۲                                                                               |
| دالاس ماوریکس                           | ۱   | ۲    | ۳    | ٫۳۳۳  | ۲۰۱۱ | ۲۰۰۶، ۲۰۲۴                                                                               |
| بالتیمور بولتز (اصلی) (منحل‌شده در ۱۹۵۴) | ۱   | ۰    | ۱    | ۱٫۰۰۰ | ۱۹۴۸ | —                                                                                        |
| ساکرامنتو کینگز                         | ۱   | ۰    | ۱    | ۱٫۰۰۰ | ۱۹۵۱ | —                                                                                        |
| تورنتو رپترز                            | ۱   | ۰    | ۱    | ۱٫۰۰۰ | ۲۰۱۹ | —                                                                                        |
| دنور ناگتس                              | ۱   | ۰    | ۱    | ۱٫۰۰۰ | ۲۰۲۳ | —                                                                                        |
| فینیکس سانز                             | ۰   | ۳    | ۳    | ٫۰۰۰  | — | ۱۹۷۶، ۱۹۹۳، ۲۰۲۱                                                                         |
| یوتا جاز                                | ۰   | ۲    | ۲    | ٫۰۰۰  | — | ۱۹۹۷، ۱۹۹۸                                                                               |
| بروکلین نتس                             | ۰   | ۲    | ۲    | ٫۰۰۰  | — | ۲۰۰۲، ۲۰۰۳                                                                               |
| اورلندو مجیک                            | ۰   | ۲    | ۲    | ٫۰۰۰  | — | ۱۹۹۵، ۲۰۰۹                                                                               |
| ایندیانا پیسرز                          | ۰   | ۲    | ۲    | ٫۰۰۰  | — | ۲۰۰۰، ۲۰۲۵                                                                               |
| شیکاگو استگز (منحل‌شده در ۱۹۵۰)          | ۰   | ۱    | ۱    | ٫۰۰۰  | — | ۱۹۴۷                                                                                     |
| واشینگتن کاپیتولز (منحل‌شده در ۱۹۵۱)     | ۰   | ۱    | ۱    | ٫۰۰۰  | — | ۱۹۴۹                                                                                     |
| شارلوت هورنتس                           | —   | —    | —    | —     | — | —                                                                                        |
| لس آنجلس کلیپرز                         | —   | —    | —    | —     | — | —                                                                                        |
| ممفیس گریزلیز                           | —   | —    | —    | —     | — | —                                                                                        |
| مینه‌سوتا تیمبرولوز                      | —   | —    | —    | —     | — | —                                                                                        |
| نیو اورلینز پلیکانز                     | —   | —    | —    | —     | — | —                                                                                        |

1. ↑  شامل آمار مینیاپولیس لیکرز
2. ↑  شامل آمار فیلادلفیا و سانفرانسیسکو واریرز
3. ↑  شامل آمار سیراکوز نشنالز
4. ↑  شامل آمار فورت وین پیستونز
5. ↑  شامل آمار سیاتل سوپرسانیکس
6. ↑  شامل آمار سنت. لوئیس هاوکس
7. ↑  شامل آمار بالتیمور و واشینگتن بولتز
8. ↑  این تیم هیچ ارتباطی با تیم کنونی واشینگتن ویزاردز ندارد که در سال‌های ۱۹۶۳ تا ۱۹۷۳ با نام بالتیمور بولتز شناخته می‌شد.
9. ↑  شامل آمار راچستر رویالز
10. ↑  شامل آمار نیو یورک و نیو جرسی نتس

## قهرمانی‌های متوالی
۸
- بوستون سلتیکس (۱۹۵۹–۱۹۶۶)

۳
- مینیاپولیس لیکرز (۱۹۵۲–۱۹۵۴)
- شیکاگو بولز (۱۹۹۱–۱۹۹۳)، (۱۹۹۶–۱۹۹۸)
- لس آنجلس لیکرز (۲۰۰۰–۲۰۰۲)

۲
- مینیاپولیس لیکرز (۱۹۴۹، ۱۹۵۰)
- بوستون سلتیکس (۱۹۶۸، ۱۹۶۹)
- لس آنجلس لیکرز (۱۹۸۷، ۱۹۸۸)، (۲۰۰۹، ۲۰۱۰)
- دیترویت پیستونز (۱۹۸۹، ۱۹۹۰)
- هیوستون راکتس (۱۹۹۴، ۱۹۹۵)
- میامی هیت (۲۰۱۲، ۲۰۱۳)
- گلدن استیت واریرز (۲۰۱۷، ۲۰۱۸)

## رقابت‌های تکراری
| تعداد | رقابت                                   | نتیجه        | سال‌ها                                                                  |
| ----- | --------------------------------------- | ------------ | ---------------------------------------------------------------------- |
| ۱۲    | بوستون سلتیکس vs لس آنجلس لیکرز         | سلتیکس، ۹–۳  | ۱۹۵۹، ۱۹۶۲، ۱۹۶۳، ۱۹۶۵، ۱۹۶۶، ۱۹۶۸، ۱۹۶۹، ۱۹۸۴، ۱۹۸۵، ۱۹۸۷، ۲۰۰۸، ۲۰۱۰ |
| ۶     | لس آنجلس لیکرز vs فیلادلفیا سونتی‌سیکسرز | لیکرز، ۵–۱   | ۱۹۵۰، ۱۹۵۴، ۱۹۸۰، ۱۹۸۲، ۱۹۸۳، ۲۰۰۱                                     |
| ۵     | لس آنجلس لیکرز vs نیویورک نیکس          | لیکرز، ۳–۲   | ۱۹۵۲، ۱۹۵۳، ۱۹۷۰، ۱۹۷۲، ۱۹۷۳                                           |
| ۴     | بوستون سلتیکس vs آتلانتا هاوکس          | سلتیکس، ۳–۱  | ۱۹۵۷، ۱۹۵۸، ۱۹۶۰، ۱۹۶۱                                                 |
| ۴     | گلدن استیت واریرز vs کلیولند کاوالیرز   | واریرز، ۳–۱  | ۲۰۱۵، ۲۰۱۶، ۲۰۱۷، ۲۰۱۸                                                 |
| ۳     | دیترویت پیستونز vs لس آنجلس لیکرز       | پیستونز، ۲–۱ | ۱۹۸۸، ۱۹۸۹، ۲۰۰۴                                                       |
| ۲     | اکلاهما سیتی تاندر vs واشینگتن ویزاردز  | ۱–۱          | ۱۹۷۸، ۱۹۷۹                                                             |
| ۲     | بوستون سلتیکس vs هیوستون راکتس          | سلتیکس، ۲–۰  | ۱۹۸۱، ۱۹۸۶                                                             |
| ۲     | شیکاگو بولز vs یوتا جاز                 | بولز، ۲–۰    | ۱۹۹۷، ۱۹۹۸                                                             |
| ۲     | دالاس ماوریکس vs میامی هیت              | ۱–۱          | ۲۰۰۶، ۲۰۱۱                                                             |
| ۲     | میامی هیت vs سن آنتونیو اسپرز           | ۱–۱          | ۲۰۱۳، ۲۰۱۴                                                             |
| ۲     | بوستون سلتیکس vs گلدن استیت واریرز      | ۱–۱          | ۱۹۶۴،۲۰۲۲                                                              |